# Mistrovství Evropy v boxu 1969
XVIII. mistrovství Evropy v boxu proběhlo v Bukurešti, Rumunsko ve dnech 30. května až 8. června 1969. Organizátorem turnaje mistrovství Evropy byla  Association Internationale de Boxe Amateur (AIBA).

## Československá stopa
Závěrečná příprava probíhala v Krnově od 19.–26. května a byla prokládána melioračními pracemi a již tradičními lesními brigádami, letos ve Stožci (1.–9. května). Přípravu vedl šéftrenér Zdeněk Horák s asistenty (sekundanty) Tiborem Löwem, Josefem Malíkem a Karolem Jádym. V předběžné nominaci byla jedenáctka Miroslav Pražienka, Viliam Ondrus, Miroslav Morávek, Alexander Kovács, Tibor Hricišan, Vladimír Axamit, Jaroslav Černý, Tomáš Kemel, Jan Hejduk, Josef Kapín, Petr Čemerys. Do Krnova byli dále pozváni Ján Sárközy, Jan Juchelka, Arnošt Russ, Aleš Hájek st., ? Vít, Ľubomír Ochaba, Jaroslav Král, ? Molnár, ? Vaštík a další. Trenérská rada se rozhodla dát příležitost nastupující generaci. Důvodem bylo vyhoření zkušených reprezentantů Bohumila Němečka, Vladimíra Kučery, Vojtecha Stantiena na olympijských hrách v Mexiku v roce 1968. Podle šéftrenéra Horáka neměli reprezentaci již co nabídnout.
Vedoucí výpravy: Václav Plocar, šéftrenér reprezentace: Zdeněk Horák, trenér (sekundant): Tibor Löw, lékař: Ludvík Schmid, rozhodčí: Tibor Roman
Na mistrovství Evropy startovalo za Československo 7 (8) boxerů:
- −51 kg: Ján Sárközy (*1946/47) z TJ Spartak Komárno – do Bukurešti neodjel, podle tiskového prohlášení měl před odletem 3 kg nadváhu a startovat ve vyšší váh. kategorii odmítl[6][7]
- −57 kg: Alexander Kovács (*1945/46) z TJ Spartak Komárno
- −60 kg: Tibor Hricišan (*1946/47) z TJ Lokomotiva Košice
- −63,5 kg: Vladimír Axamit (*1944/45) z TJ VŽKG Ostrava
- −67 kg: Jaroslav Černý (*1946/47) z TJ Rudá hvězda Karlovy Vary
- −71 kg: Tomáš Kemel (*1948) z ASD Dukla Olomouc
- −75 kg: Jan Hejduk (*1947) z TJ Lokomotiva Děčín
- +81 kg: Petr Čemerys (*1945/46) z TJ Rudá hvězda Ústí nad Labem

kvůli zlomenému nosu přisel o téměř jistou nominaci v polotěžké váze do 81 kg Josef Kapín z TJ Uhelné Sklady.

## Výsledky
| Muži     | Zlato                     | Stříbro                | Bronz                    | Bronz                       |
| -------- | ------------------------- | ---------------------- | ------------------------ | --------------------------- |
| –48 kg   | György Gedó (HUN)         | Franco Udella (ITA)    | José Escudero (ESP)      | Roman Rożek (POL)           |
| –51 kg   | Constantin Ciucă (ROU)    | Nikolaj Novikov (URS)  | Filippo Grasso (ITA)     | Artur Olech (POL)           |
| –54 kg   | Aurel Dumitrescu (ROU)    | Aldo Cosentino (FRA)   | Michael Piner (ENG)      | Michael Dowling (IRL)       |
| –57 kg   | László Orbán (HUN)        | Seyfi Tatar (TUR)      | Ivan Michailov (BUL)     | Alan Richardson (ENG)       |
| –60 kg   | Calistrat Cuțov (ROU)     | Stojan Piličev (BUL)   | Sergej Lomakin (URS)     | Ryszard Petek (POL)         |
| –63,5 kg | Valerij Frolov (URS)      | Petar Stojčev (BUL)    | Bogdan Jakubowski (POL)  | Giambattista Capretti (ITA) |
| –67 kg   | Günther Meier (FRG)       | Victor Zilberman (ROU) | Vladimir Musalimov (URS) | Ivan Kirjakov (BUL)         |
| –71 kg   | Valerij Tregubov (URS)    | Bruno Facchetti (ITA)  | Ion Covaci (ROU)         | Thomas Imrie (SCO)          |
| –75 kg   | Vladimir Tarasenkov (URS) | Mate Parlov (YUG)      | Simon Georgiev (BUL)     | Reima Virtanen (FIN)        |
| –81 kg   | Danas Pozniakas (URS)     | Ion Monea (ROU)        | Ralf Jensen (DEN)        | Jürgen Schlegel (GDR)       |
| +81 kg   | Ion Alexe (ROU)           | Kiril Pandov (BUL)     | Peter Hussing (FRG)      | Ludwik Denderys (POL)       |

## Medailová bilance
V boxu se rozdělilo celkem 11 sad medailí.
| Pořadí | Stát                                   |       | Muži    | Muži  | Muži | Celkem |
| Pořadí | Stát                                   | Zlato | Stříbro | Bronz |      | Celkem |
| ------ | -------------------------------------- | ----- | ------- | ----- | ---- | ------ |
| 1.     | Rumunská socialistická republika (ROU) |       | 4       | 2     | 1    | 7      |
| 2.     | Sovětský svaz (URS)                    |       | 4       | 1     | 2    | 7      |
| 3.     | Maďarská lidová republika (HUN)        |       | 2       | 0     | 0    | 2      |
| 4.     | Východní Německo (GDR)                 |       | 1       | 0     | 1    | 2      |
| 5.     | Bulharsko (BUL)                        |       | 0       | 3     | 3    | 6      |
| 6.     | Itálie (ITA)                           |       | 0       | 2     | 2    | 4      |
| 7.     | Turecko (TUR)                          |       | 0       | 1     | 0    | 1      |
| 7.     | Francie (FRA)                          |       | 0       | 1     | 0    | 1      |
| 7.     | Jugoslávie (YUG)                       |       | 0       | 1     | 0    | 1      |
| 10.    | Polsko (POL)                           |       | 0       | 0     | 5    | 5      |
| 11.    | Anglie (ENG)                           |       | 0       | 0     | 2    | 2      |
| 12.    | Dánsko (DEN)                           |       | 0       | 0     | 1    | 1      |
| 12.    | Západní Německo (FRG)                  |       | 0       | 0     | 1    | 1      |
| 12.    | Irsko (IRL)                            |       | 0       | 0     | 1    | 1      |
| 12.    | Skotsko (SCO)                          |       | 0       | 0     | 1    | 1      |
| 12.    | Finsko (FIN)                           |       | 0       | 0     | 1    | 1      |
| Celkem | Celkem                                 |       | 11      | 11    | 22   | 44     |